# 橙腹长吻松鼠
橙腹长吻松鼠（学名：Dremomys lokriah）为松鼠科长吻松鼠属的动物。分布于印度，缅甸，尼泊尔和中国西藏等地，主要栖息于海拔1500-3400米的青冈林或海拔1100米以上的亚热带森林。该物种的模式产地在尼泊尔。

## 亚种
- 橙腹长吻松鼠南亚亚种（学名：Dremomys lokriah garonum），Thomas于1922年命名。在中国大陆，分布于米林、错那、西藏察隅等地。该物种的模式产地在阿萨姆土腊。[3]
- 橙腹长吻松鼠指名亚种（学名：Dremomys lokriah lokriah），Hodgson于1836年命名。在中国大陆，分布于西藏（南部喜山南坡）等地。该物种的模式产地在尼泊尔。[4]
- 橙腹长吻松鼠墨脱亚种（学名：Dremomys lokriah motuoensis），Cai et Zhang于1980年命名。在中国大陆，分布于西藏（墨脱）等地。该物种的模式产地在西藏墨脱。[5]